# Sucevițai kolostor
A sucevițai kolostor (románul Mănăstirea Sucevița) a romániai Sucevițában található ortodox keresztény kolostor. Egy tágas völgyben áll.

## Története
A kolostor Moldva szerzetesi építészetének érett példája: 1582-1586 között bontakozott ki elrendezése. Építése Grigore Ureche (1590-1647) krónikájának elbeszélése szerint a tekintélyes Movilă család kiemelkedő tagjai, Gheorghe, Ieremia és Simion nevéhez fűződik. Gheorghe 1598-1605 között Radóc püspöke, majd 1605-ben Moldva metropolitája, Ieremia Movilă 1595-ben Moldva fejedelme volt (felesége Csomortány Erzsébet). A népmondákban megőrződött hagyomány szerint a munkálatok kezdetétől a befejezésig nem néhány esztendő, hanem három évtized telt el. A néphit azt tartja, hogy a kolostor mesterei befalazták annak az asszonynak a képmását, aki a követ bivallyal vontatott szekéren harminc esztendeig szállította ide. A hagyomány szerint a kolostor befejezése emberéletet követelt: a templom homlokzati freskóinak festője művének befejezése előtt leesett a magas állványról és szörnyethalt. A tudományos kutatás megállapítása szerint 1595 és 1596 között e helyen Ion és Sofronie mesterek dolgoztak a falfestésen. A későbbi évek pusztításait követő kisebb renoválások után az együttes műemléki helyreállítását 1959-1961 között valósították meg.

## Leírása

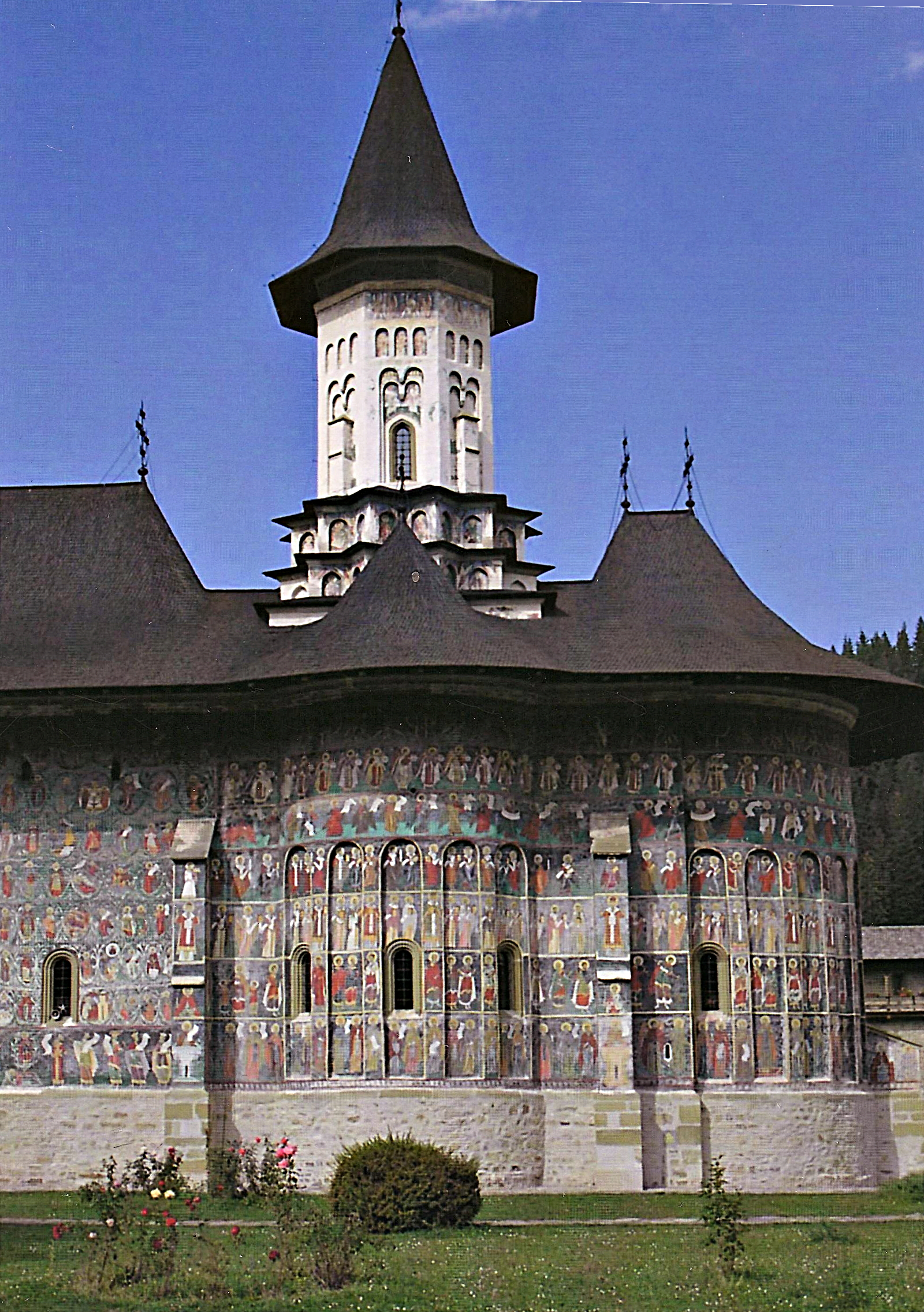
A kolostortemplom délkeleti homlokzata

A mértani tömeghatású együttes, ellentétben a táj lírai hangulatával, katonás szigorral komponált. Négyszöges alakú erődjét masszív, mintegy 3 m szélességű falak és saroktornyok határolják.
A kolostort a Feltámadás tiszteletére szentelték. Ebben a gondolatban született a bejárati torony kapuzata fölötti ívezett anasztázis festménye: „Krisztus a pokol tornácára alászállva kiszabadítja Ádámot és Évát”.

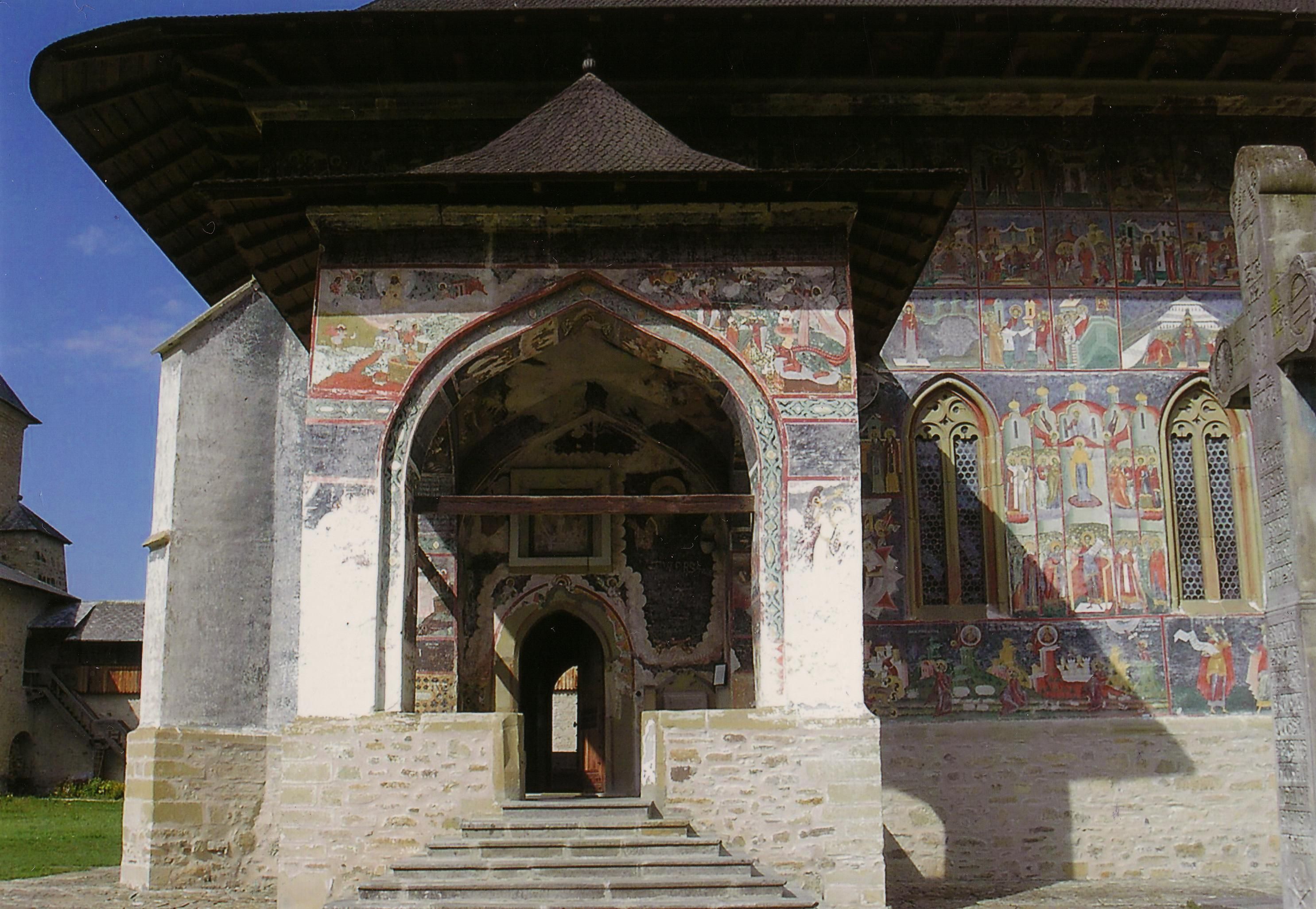
A templom délnyugati bejárata

A kolostortemplom (Biserica mănăstirii) jellegzetesen ortodox, Moldvában is meggyökeresedett szokás szerint épült, a lakórészekkel kiegészült erődfalak keretében, az udvar központjában áll. Térkompozíciója alapelvével a szucsávai Szent György-székesegyházra emlékeztet, főként a helyiségek sorrendjének kialakításában. Figyelemre méltó különbséget eredményezett azonban a sucevițai kolostortemplomban az összetettebb rendeltetés: a vallási, elsősorban liturgikus követelmények mellett itt az alapító család halottkultusza is szerepet kapott: a korábbi hagyományok mintájára emelt kupolás előcsarnok, valamint pronaosz után önállóan elkülönülő, harántdongával fedett sírtermet alakítottak ki. A sírterem fölött az északnyugati sarokfalban levő lépcsőn át elérhető emeleti helyiség készült, melyet valószínűleg értéktárgyakat és ruhákat őrző kincstárnak használtak.
A földszinti részben van a Movilă család két nevezetes tagjának, Ieremiának és Simionnak a síremléke. E sírteremhez a keleti oldalon közvetlenül kapcsolódik a templom liturgikus, szertartási központja. Terében a négyezet fölött, toronyszerűen, mintegy 20 m magasba szökken a kétszintes, egymáshoz viszonyítva 45°-kal elforgatott csegelytámaszokon nyugvó kupola. A keleti irányban nyújtott szentély hosszoldalaihoz egy-egy kisméretű helyiség csatlakozik: egyike a miseáldozat előkészítésére szolgáló proszkomedie, a másik pedig a sekrestyeként használt diakonikon. A főoltár és a négyezet közötti szentélyrekesztő már a barokk korban, tehát a templom eredeti építésénél jóval később került ide. Hasonló hozzá a sírterem nyugati bejáratát keretező, ékszeres-faragású tagozat-rátét is.

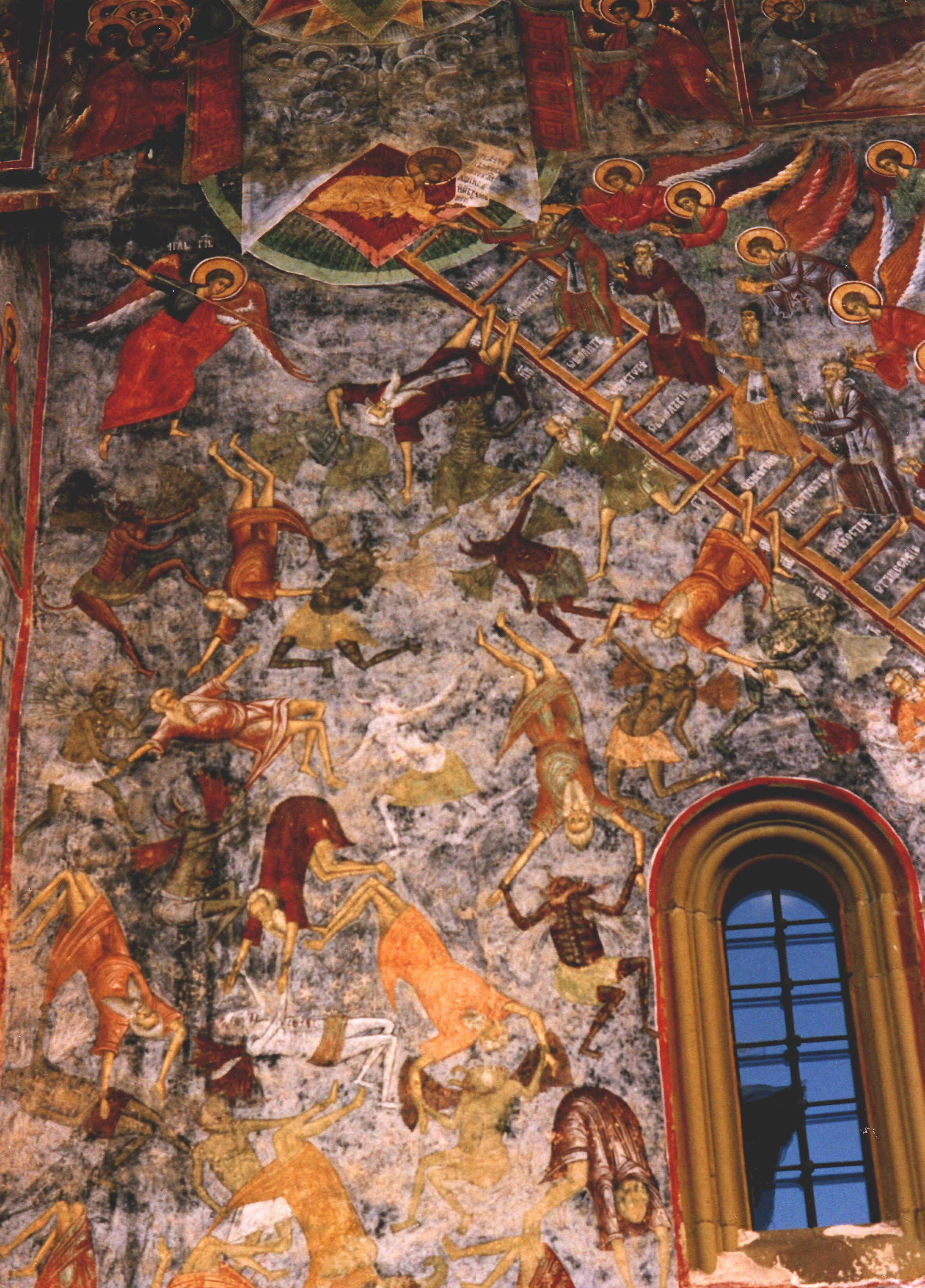
A paradicsomi létra

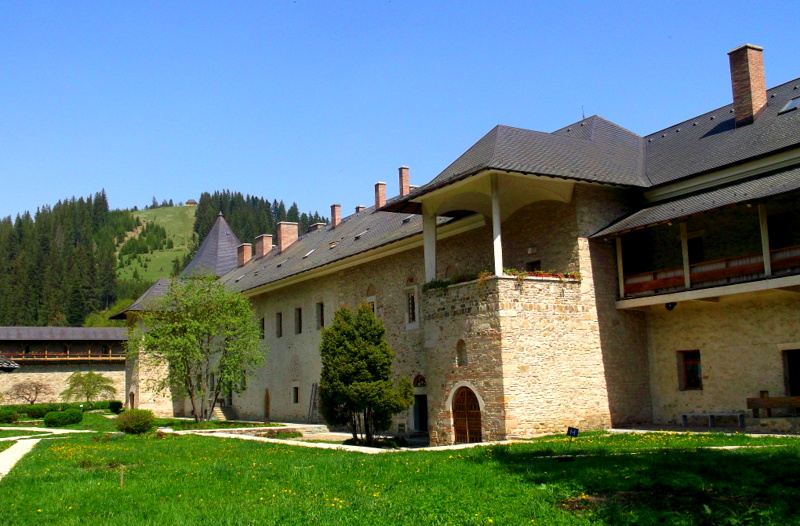

A templom architektúrája a 16. század végén belső falfestéssel egészült ki. E falképek kompozíciós rendszerében a bizánci gyökerű, ortodox szerzetesi műveltség és a népi képzelet gondolatvilága találkozott. Elbeszélőkedv tette oldottabbá a moldvai festészet olykor drámai hagyományát. Ám a hagyománytisztelet határt szabott az epikus bőségnek: a képkompozíció az egyház tanításának megfelelően, a mennyei és földi világ hierarchikus összetartozását fejezte ki. Elrendezésének sajátossága, hogy a Feltámadás tiszteletére szentelt kolostor templomában a főszentély apszisának boltozatára Krisztus mennybemenetelének ábrázolása került. A kompozíciókban a mennyei világot az ó- és újtestamentumi jelenetek kötik össze a földivel. A hajó délnyugati sarkában az alapító, Ieremia Movilă is feltűnik. Az uralkodó népes családja kíséretében a trónoló Krisztusnak ajánlja fel alapítványát, a kezében tartott sucevițai templomot. A dinasztikus reprezentáció másutt is megnyilvánul: a sírteremben, nyilvánvalóan az alapító fejedelem történeti jelentőségére utalva, „Mózes életének története és Izrael fiainak kiszabadítása” az idegen elnyomás alól (Exodus) látható. A helyi sajátosság nemcsak az egyes képek tartalmi kiválasztásában érvényesült, hanem formai megjelenítésében is: a pronaoszban különlegesen egyedi a szokatlan zöld háttér előtt a rajzos, miniatúra jellegű ábrázolásmód. E képek egyes részleteiből ősi hagyományok népi továbbélésére lehet következtetni. Így az Ábrahám-jelenetben, a terített asztalnál ülő Bikaölő alakja (ez a motívum gyakran megjelenik Moldva művészetében) talán a mithraizmus kései hatásának tulajdonítható. Mindenesetre gazdag fantázia hatotta át a kompozíciót; például mesés szörnyábrázolások teszik egyénien eredetivé az előcsarnokban fennmaradt „Utolsó ítélet” ortodox felfogású képjeleneteit (zöld ördögök).

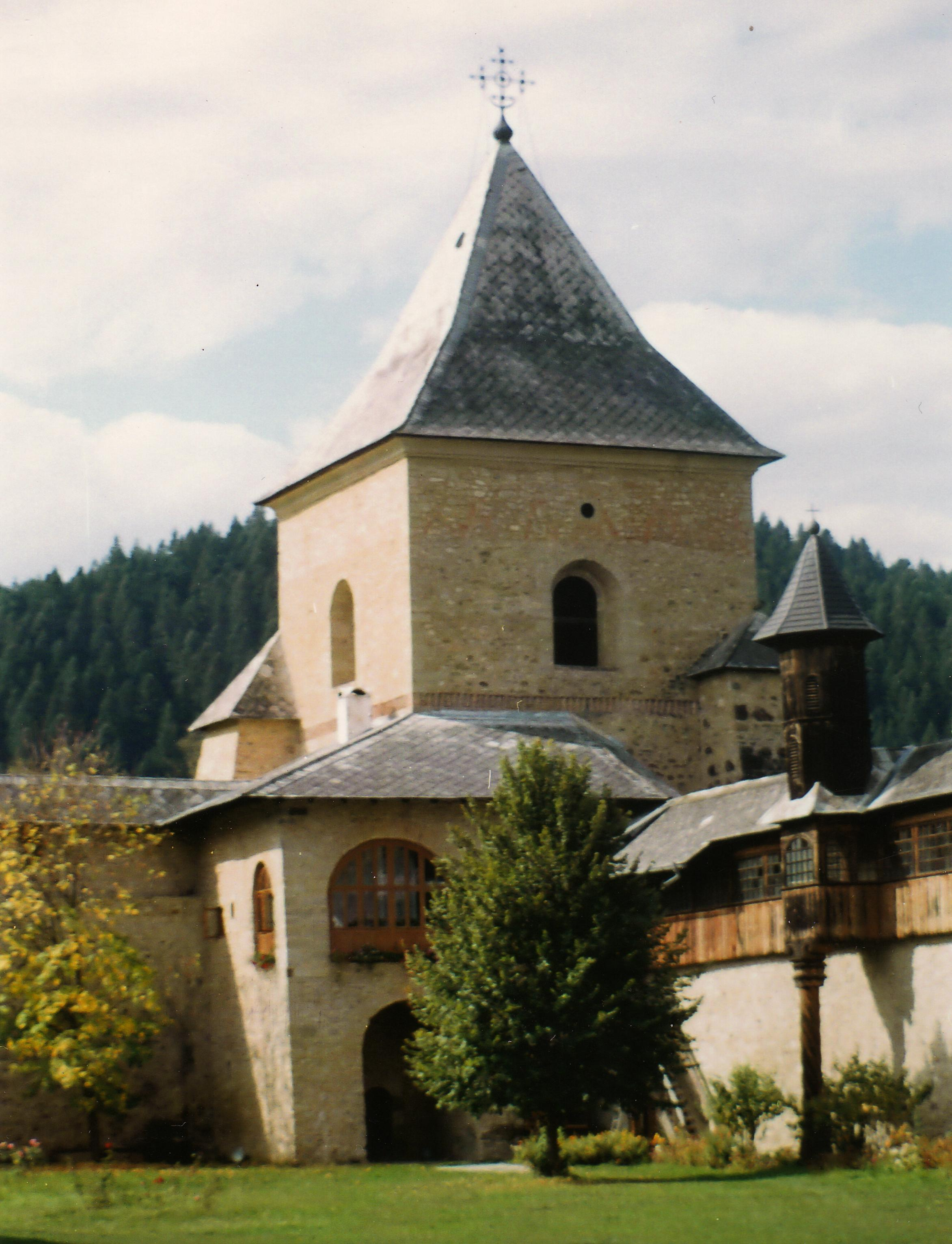
Az északnyugati „harangozóbástya”

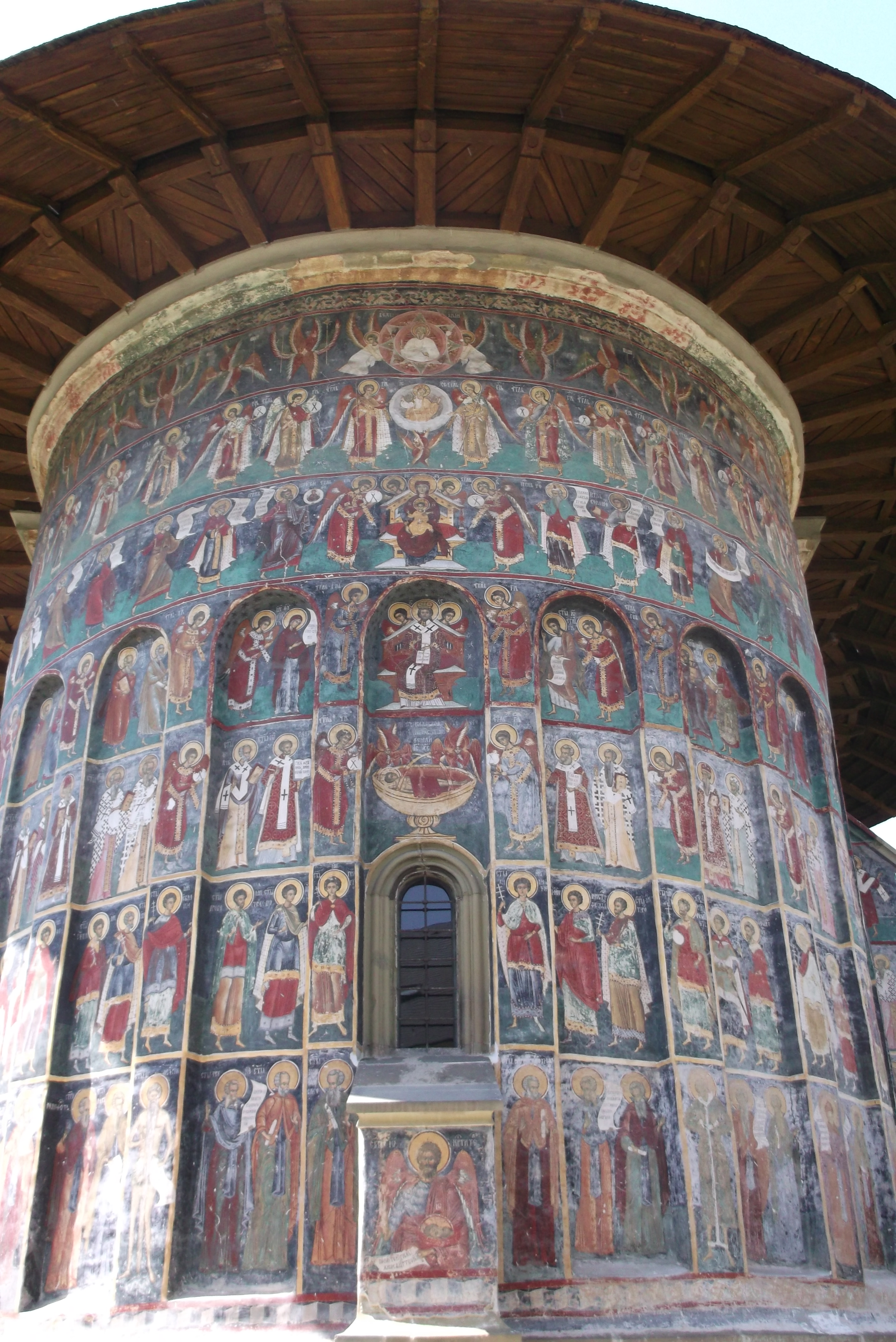

A templom homlokzatainak is uralkodó eleme a falfesés. Keleten, az épület szentélyrészének falfelületeire, a vallási világképnek megfelelően, a CIN, a „Mennyei és a Földi Hierarchia” ábrázolása került a különálló mezők hét egymás fölötti sorába. E statikus világkép-ábrázolás mellett dinamikusnak tűnik az északi falfelületen a „Paradicsomi Létra” az erények küzdelmes, magasba vezető útjának megjelenítésével. A létrafokokon a feltörekvő szerzetesek jobbján az angyalok kara örvendezik, baljukon pedig – a létra alatt – a bukottak démonikus kavargása bontakozik ki. A lenyűgöző alkotáshoz szervesen kapcsolódik Pachomiusnak, az egyiptomi szerzetesség alapítójának története. A templomfestők a tartalomnak megfelelő kifejezési formát – igazodva az ortodox egyház ikonográfiai előírásaihoz – a kutatások bizonysága szerint csaknem mindenütt tudatosan fogalmazták meg, de a képkompozíciók egyes elkülönülő részeinek művészi egységére kevésbé ügyeltek: jellemző például a déli oldalon „Jessze fájának” (a Nemzetségfának) és a Máriát dicsőítő „Akathisztosz-himnusz” képjeleneteinek kötetlen, ötletszerű összeillesztése. A festői felfogás a helyi művészet e késő középkori szakaszában fokozódó erővel érvényesült. E sajátosság Sucevițában aligha meglepő, mivel ez a templom a 16. században kiteljesülő moldvai szerzetesi építészet és festészet egyik utolsó nagy alkotása volt.
A bejárati torony (Turnul de intrare) a kolostorfal északi oldalának középtengelyében helyezkedik el. Első emeletén kupolás kis kápolna alakult ki, a kapuzatot védő kultuszhelyként.
Az erődített falak keretében húzódnak a korábbi eredetű lakórészek, amelyeket a 19. század idején nagymértékben átalakítottak. Délkeleten található a fejedelmi lakóház emeletes maradványa. Az épület a 16-17. század fordulóján Ieremia fejedelem udvartartásának lakóhelye volt; a helyiségek alatti pincében Ion Neculce krónikájának adatközlése szerint az uralkodó hatalmas kincseket őrzött. A föld alatti, dongaboltozatos termek néhány felső szobával együtt ma is láthatóak.
A harangtorony (clopotnița) az északnyugati sarokban emelkedik. A későbbi megerősítések során támpillérekkel közrefogott torony alsó két szintjén dongaboltozatos helyiségek találhatók; a legfelső, síkmennyezetes harangtérbe falba épített lépcső vezet fel.
A kolostor múzeumának (Muzeul de artă feudală religioasă al mánástirii) gyűjteménye egyike a leggazdagabb hasonló jellegű moldvai együtteseknek. Olyan értékes, 16-17. századi kéziratokat őriz, mint Neagoe Basarab fejedelem evangéliuma.

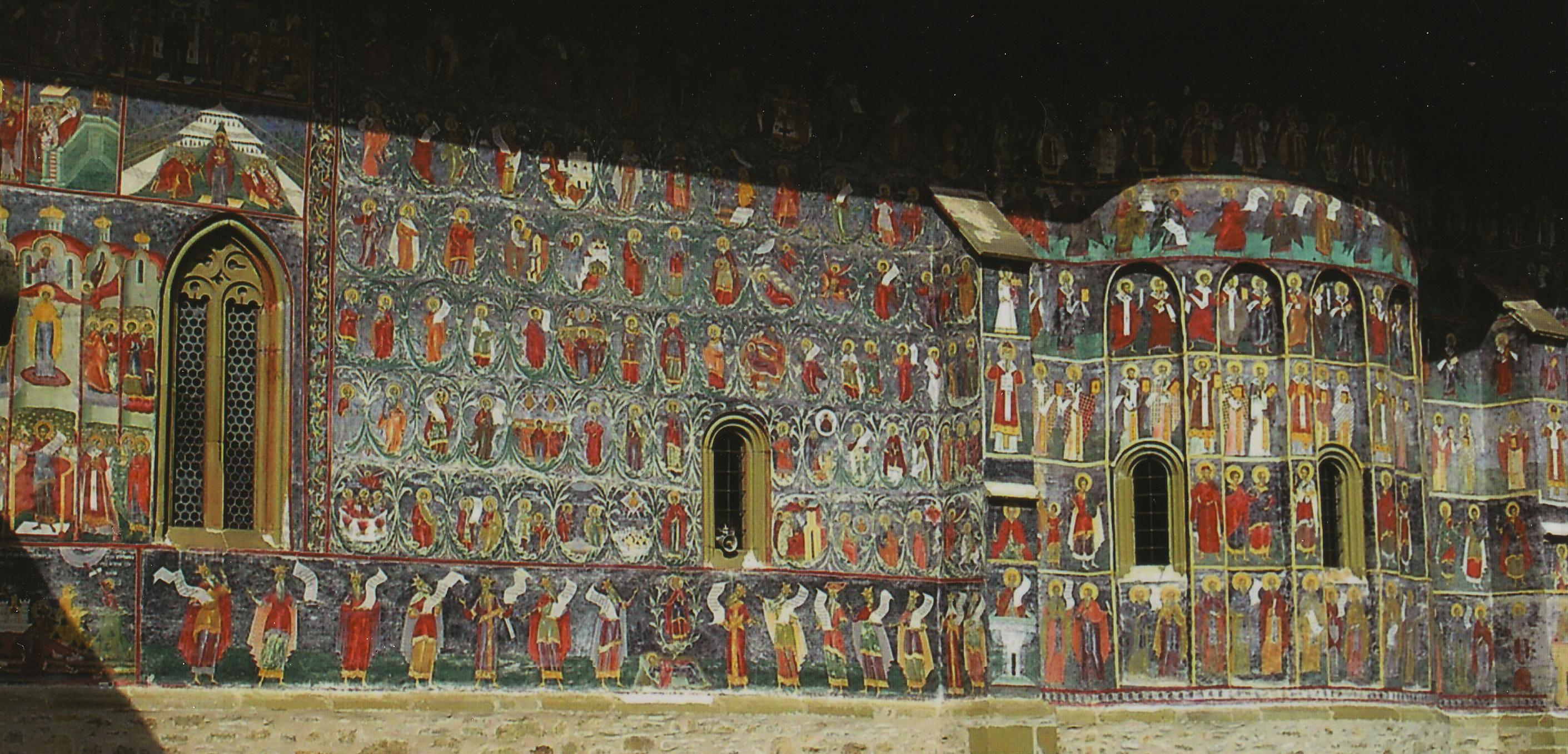
Jessze fájának ábrázolása a sucevițai Feltámadás-templom déli falán

## Lásd még
- Észak-moldvai kolostorok

## Külső hivatkozások
- Manastirea Sucevita
- A sucevițai kolostor (román)
- geocities.com
- A sucevițai kolostor (angol)
- A sucevițai kolostor (német)[halott link]